# Burg Rouillac

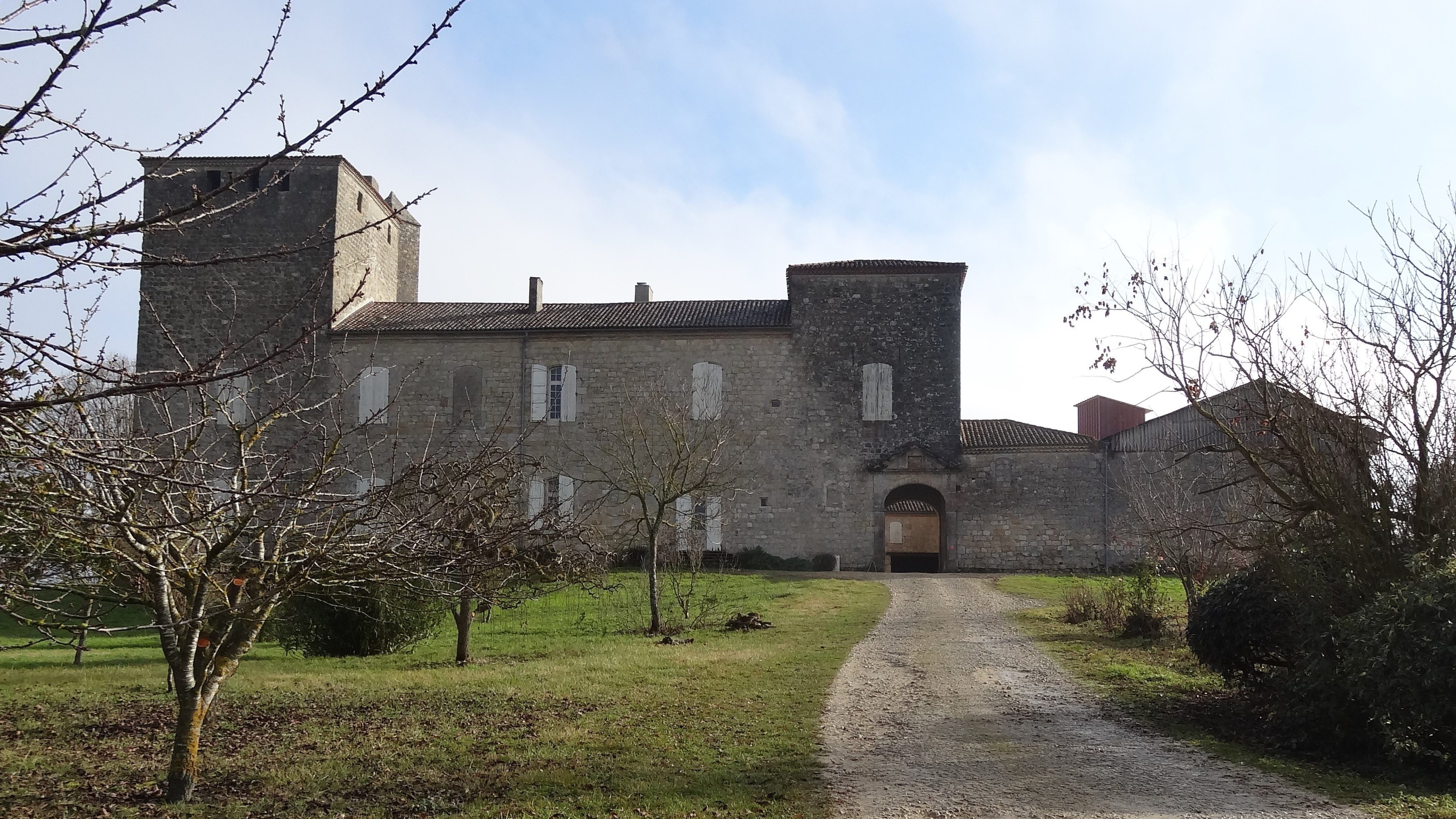
Die Burg Rouillac von Südwesten aus gesehen

Die aus dem 14. Jahrhundert stammende Burg Rouillac liegt in der Gemeinde Gimbrède im französischen Département Gers. Sie ist eine Burg des sogenannten „gascognischen Typs“. Manchmal findet man auch die Schreibweisen Rouilhac oder Roulhac.

## Geschichte
Die Herrschaft Rouillac wird erstmals 1280 erwähnt. Die Burg wurde von Bertrand de Goth, dem Vicomte de Lomagne, zwischen 1311 und 1323 erbaut und blieb im Besitz der Familie Goth bis zu deren Aussterben. Sie war Zentrum der gleichnamigen Herrschaft, die um 1600 zu einem Marquisat erhoben wurde. Die Marquis de Rouillac erbten 1662 das Herzogtum Èpernon.
Das Schloss wurde 1987 in das Inventaire général du patrimoine culturel aufgenommen.
Eine der von Jean-François Bladé gesammelten Schelmengeschichten, Les deux Moines, spielt auf der Burg Rouillac.

## Architektur
Das Schloss ist heute Teil eines Komplexes aus bewohnten und landwirtschaftlich genutzten Gebäuden. Es besteht aus einem rechteckigen Hauptgebäude, das von zwei quadratischen, an der Fassade ausgerichteten Türmen flankiert wird. Die Stockwerke werden über eine Treppe mit halber Öffnung und eine Wendeltreppe ohne Öffnungen erschlossen.
Die strenge rechteckige Festung wurde, wie die meisten Burgen in der Gascogne, im 18. Jahrhundert durch den Einbau von Fenstern und verschiedene Anbauten umgestaltet. Das Innere weist Stuckverzierungen auf.
Rouillac steht in Sichtkontakt mit der 3,5 km südwestlich gelegenen Burg Sainte-Mère.

## Galerie

Burg Rouillac
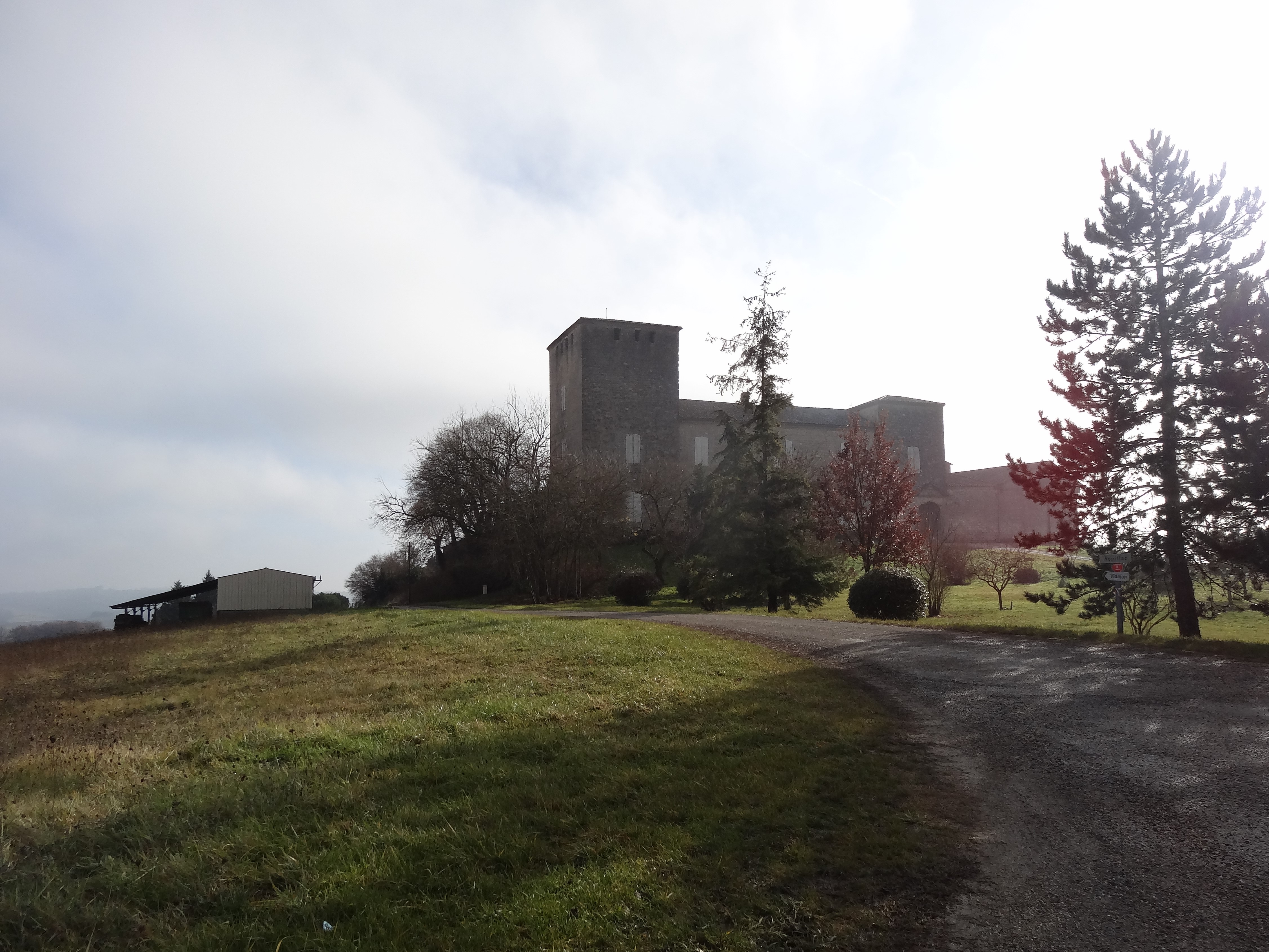
Ansicht von Nordwest
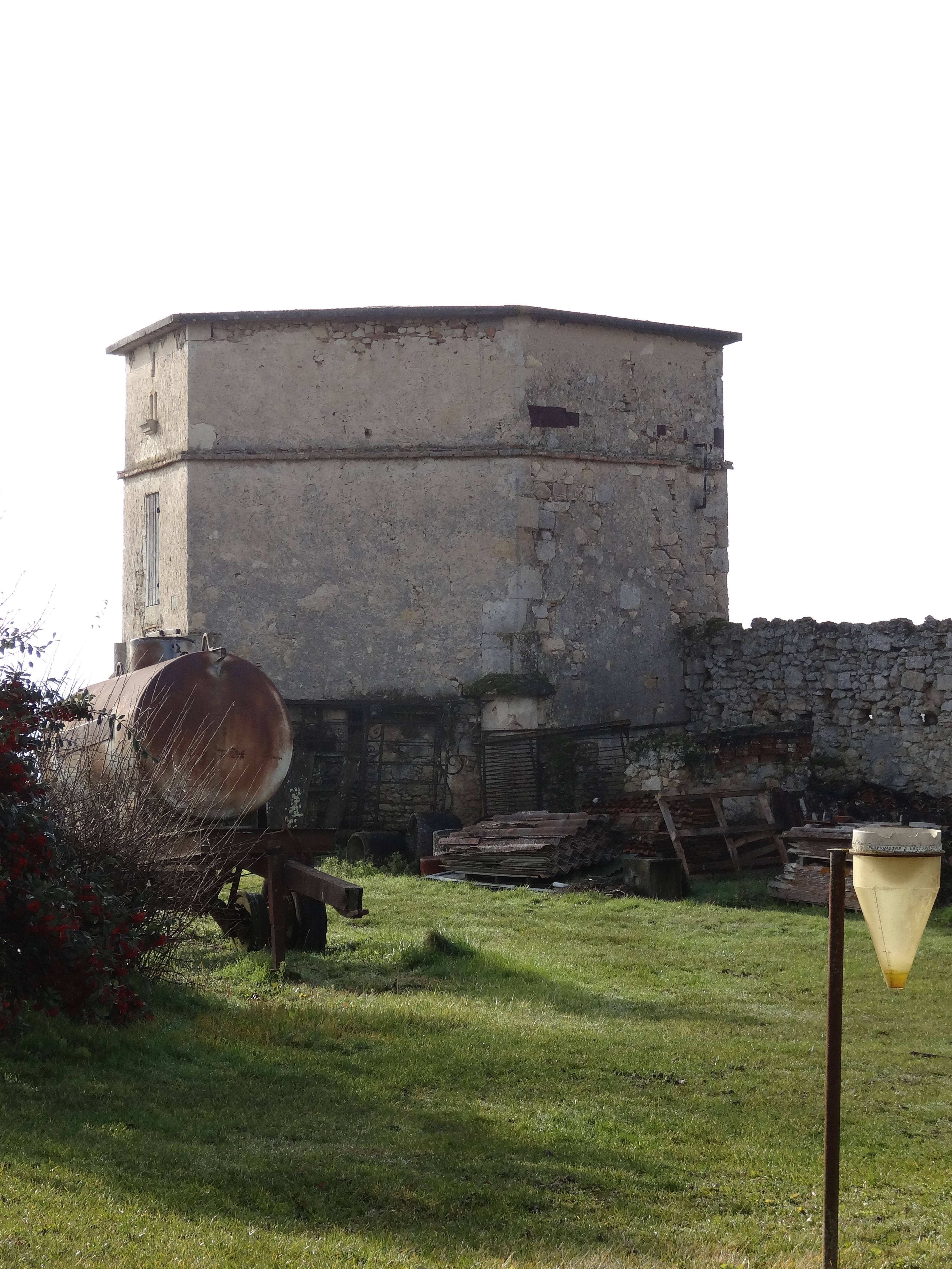
Taubenhaus der Burg
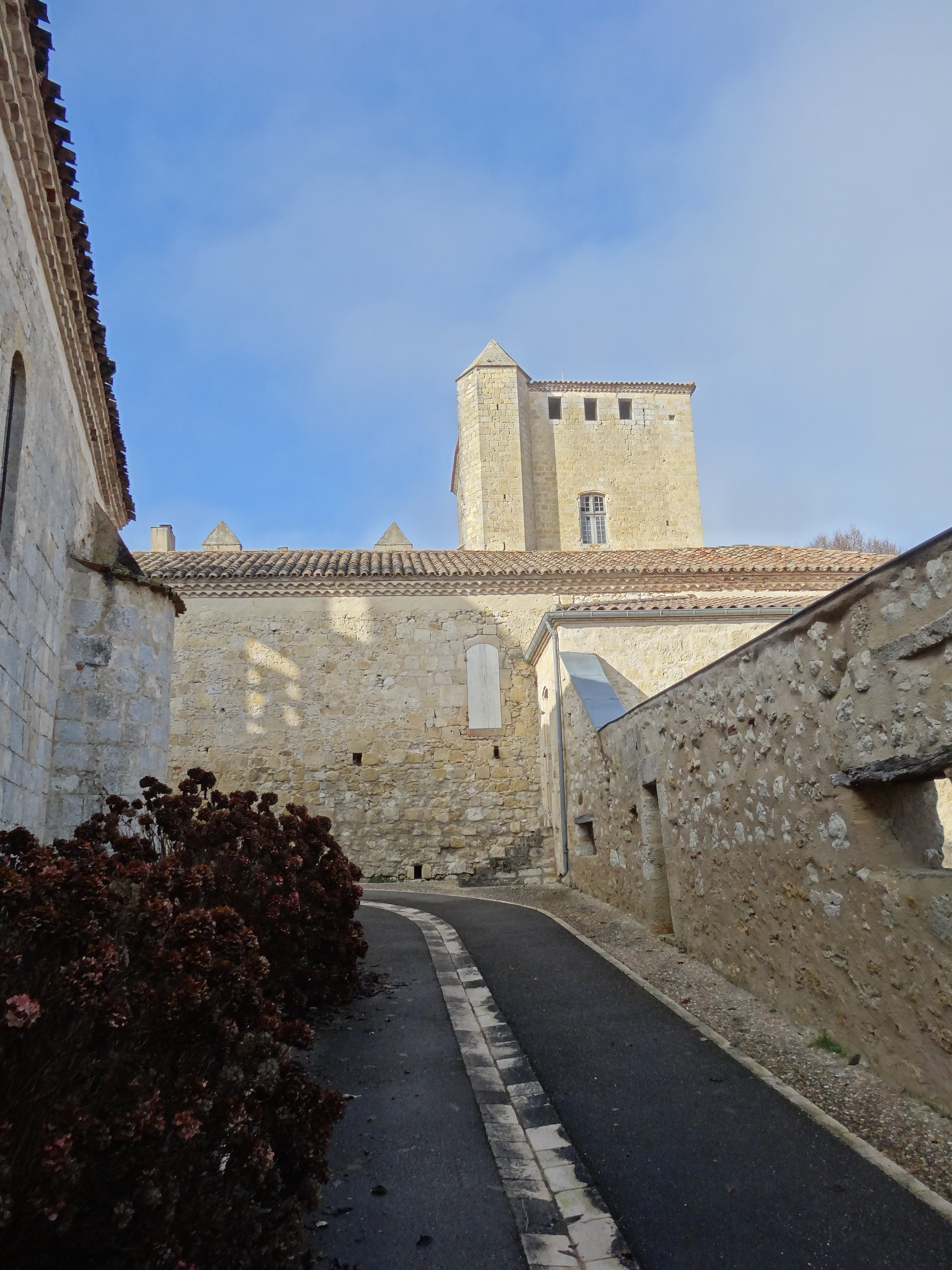
Blick auf die Burg vom Dorf Rouillac aus